# In the Mood

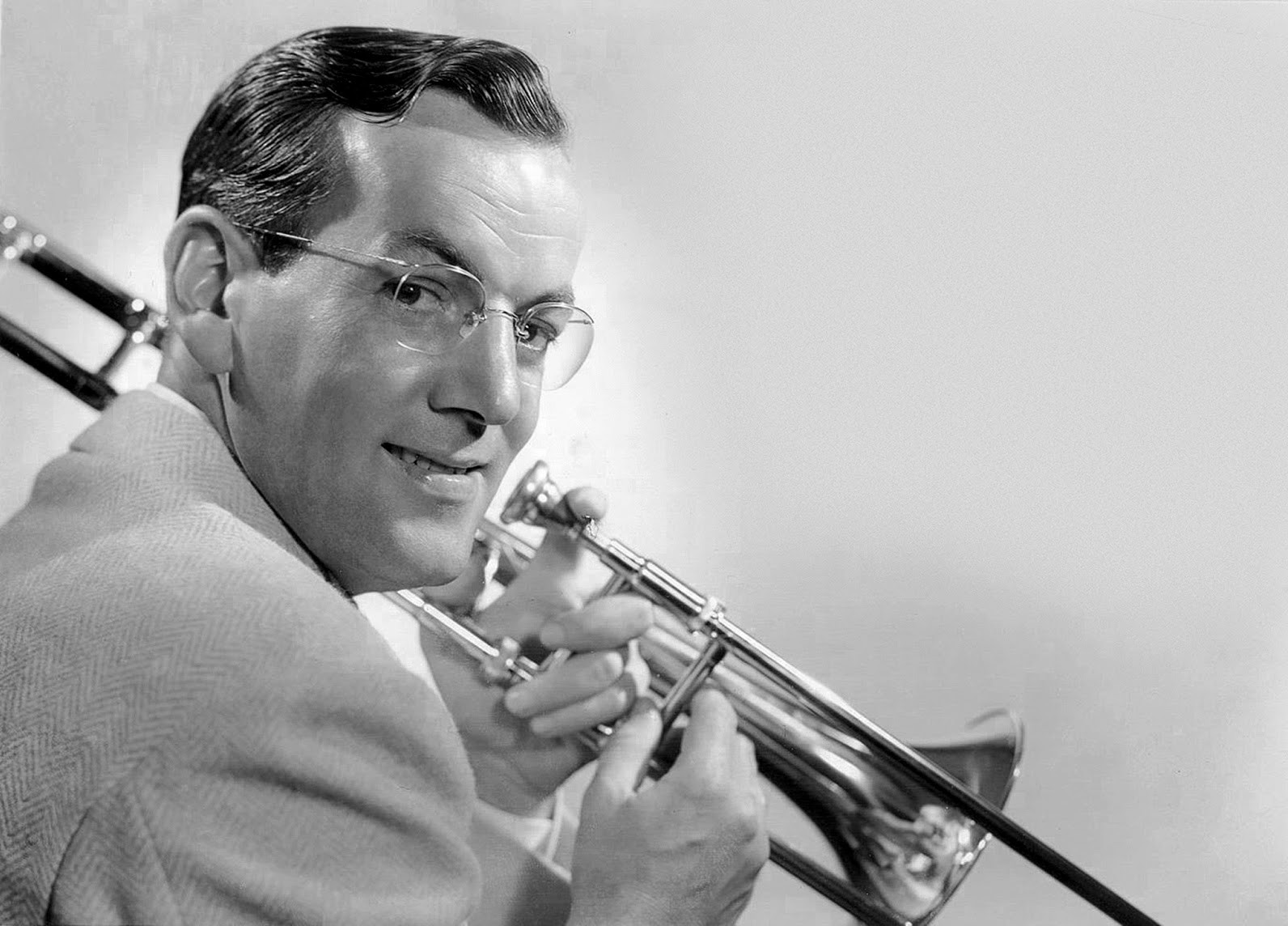
Glenn Miller, fotografia promocional

"In the Mood" és un popular tema musical per a Big Band enregistrat per la banda estatunidenca de Glenn Miller. Va ser número 1 de les llistes dels EUA al llarg de 13 setmanes de l'any 1940, i un any més tard va ser inclosa a la pel·lícula Sun Valley Serenade.
En 1983 l'enregistrament de Glenn Miller de 1939 fou inclòs al Saló de la Fama Grammy.
En 1999 la National Public Radio (NPR) va incloure l'enregistrament de 1939 de Glenn Miller per a la RCA Bluebird en el NPR 100, la llista de "Les 100 obres nord-americanes més important del segle XX".
En 2004 l'enregistrament de 1939 de Glenn Miller per a la RCA Victor fou inclòs a la llista nacional d'enregistraments (National Recording Registry) de la Biblioteca del Congrés dels Estats Units, llista d'enregistraments "culturalment, històricament, o estèticament significatius".

## Composició
"In the Mood" s'inicia amb un tema de la secció de saxòfons, basat en la repetició d'arpegis rítmicament desplaçats; trompetes i trombons afegeixen riff al tema. L'arranjament té dues seccions solistes: una de duo (en oposició) de saxofons tenor o d'un saxofon tenor en solitari—en l'enregistrament més famós van ser Tex Beneke i Al Klink— i un solo de trompeta, enregistrat per Clyde Hurley. L'arranjament és també famós pel seu final: una coda que ascendeix triomfalment, i llavors sona una senzilla nota a l'uníson tanca el tema.
L'enregistrament final va comptar amb les contribucions musicals de Joe Garland, Glenn Miller, Eddie Durham i Chummy MacGregor.

## Orígens
"In the Mood" fou un arranjament de Joe Garland basat en una melodia preexistent, amb text afegit per Andy Razaf. El tema principal, amb arpegis repetits rítmicament, va aparèixer inicialment sota el títol de "Tar Paper Stomp" pel trompetista de jazz i director d'orquestra Wingy Manone. Manone va enregistrar "Tar Paper Stomp" el 28 d'agost de 1930 en Richmond (Indiana), i es va editar en un disc senzill de 78 rpm de Champion Records amb Barbecue Joe & his Hot Dogs, reeditat el 1935 amb l'Orquestra de Wingy Manone. Va ser de nou reeditat el 1937 com un senzill de 78 rpm de Decca, amb Wingy Manone i la seva Orquestra. Horace Henderson va fer servir el mateix riff en "Hot and Anxious", enregistrat per la banda del seu germà, Fletcher Henderson i la seva Orquestra, el 19 de març de 1931, i publicat per Columbia Records amb els Baltimore Bell Boys. Don Redman va enregistrar "Hot and Anxious" el 1932 per a Brunswick Records.
Sota les lleis de drets d'autor, una melodia que no havia estat mai escrita i registrada a l'oficina de drets d'autor podia ser registrada per qualsevol músic amb una bona oïda. Wingy Manone havia plantejat la qüestió de la similitud entre "Tar Paper Stomp" i "In the Mood" a Joe Garland i a l'editorial de la cançó, Shapiro, Bernstein i Company, de Nova York. Manone va parlar també d'aquest assumpte en la revista Down Beat Bat. "Tar Paper Stomp" va obtenir els drets d'autor el 6 de novembre de 1941, en versió de fortepiano per a Peer International.
El primer enregistrament de la versió de Joe Garland de "In the Mood" va ser fet per Edgar Hayes i la seva Orquestra el 1938, amb Garland participant en l'enregistrament, i va ser publicat com a cara B al seu enregistrament de "Stardust" de Decca Records. En aquest enregistrament hi ha un duo en oposició de saxofons barítons en comptes del de saxofons tenors. El riff hi havia aparegut en un enregistrament de 1935 dels Mills Blue Rhythm Band titulat "There's Rhythm In Harlem", publicat per Columbia Records, compost i arranjat per Garland. Abans d'oferir-lo a Glenn Miller, Garland va vendre la melodia a Artie Shaw en 1938, qui va estimar-se millor no enregistrar-ho perquè l'arranjament original era massa llarg. Tanmateix, va tocar la cançó en concert. Aquesta interpretació d'Artie Shaw va durar per sobre d'uns sis minuts, amb una resposta molt feble de l'audiència. L'arranjador de la versió d'Artie Shaw fou Jerry Gray, qui s'uniria a l'Orquestra de Glenn Miller el 1940. La banda subsegüentment interpretaria una versió més curta. L'enregistrament d'Edgard Hayes de 1938 va tenir una durada per sobre dels tres minuts, suficients per un senzill de 78 rpm.
Joe Marsala va publicar una cançó titulada "Hot String Beans" en Vocalion el 1938, la qual també presentà el riff de "Tar Paper Stomp".
Wingy Manone va enregistrar una cançó titulada "Jumpy Nerves" el 26 d'abril de 1939 que incorporà també el riff de “Tar Paper Stomp”, publicada en un senzill de 78 rpm el mateix any per la RCA Bluebird.
La melodia va ser finalment venuda a Glenn Miller en 1939, qui va treballar sobre diferents arranjaments durant força temps. Tot i que el arranjaments de la majoria de les melodies de Glenn Miller són foça coneguts, hi ha certs dubtes sobre el de "In the Mood". Sovint es considera que van contribuir a la versió final els músics Eddie Durham (qui també va contribuir amb altres arranjaments en les dates de l'enregistrament de "In the Mood", l'1 d'agost de 1939), John Chalmers Chummy MacGregor (pianista, compositor, i arranjador de l'Orquestra de Glenn Miller) i el mateix Miller. D'acord amb el relat de MacGregor, "tot el que van fer servir de l'arranjament original van les dues entrades de saxofons del començament i una altra part que es va introduir més tard en l'arranjament". Tots dos, MacGregor i Miller, es van implicar en la creació de l'arranjament final de la cançó: "MacGregor va esmentar que els sols addicionals es van afegir a l'arranjament original i es va escriure la coda final. Probablement Miller va escriure alguns dels arranjaments juntament amb MacGregor".
Hi ha dues edicions de la partitura de la música en circulació. La de 1939, atribuïda a Garland i Razaf, en La♭ i amb una cançó amb text a l'inici, "Mister What-cha-call-em, what-cha doin' tonight?" La reimpressió de 1960, atribuïda només a Garland (amb arranjament de piano de Robert C. Haring), en Sol i la cançó començament amb el text "Who's the livin' dolly with the beautiful eyes?"

## Músics de l'enregistrament
Els músics de l'enregistrament de l'1 d'agost de 1939 als estudis de la RCA de Nova York van ser: Glenn Miller, Al Mastren, i Paul Tanner, trombons; Clyde Hurley, Lee Knowles, i Dale McMickle, trompetes; Wilbur Schwartz, clarinet; Hal McIntyre, saxofon alt; Tex Beneke, Al Klink, i Harold Tennyson, saxofon tenor; Chummy MacGregor, piano; Richard Fisher, guitarra; Rowland Bundock, contrabaix; i Moe Purtill, percussió.

## Recepció
"In the Mood" de Glenn Miller es va convertir en l'èxit de vendes absolut de swing instrumental. Encara que fou un èxit indiscutible, representa una anomalia pel que fa als puristes de les llistes d'èxits. "In the Mood" es va llançar en el període immediatament anterior a la creació de les llistes de vendes de la revista Billboard. Tot i que va lidera el Record Buying Guide (guia d'èxits de vendes dels jukebox) durant 13 setmanes i es va mantenir en les llistes de Billboard durant 30 setmanes, mai va estar entre els 15 primers de les llistes de vendes, llistes que van ser considerats per molts com la veritable mesura de l'èxit popular d'una cançó. El popular programa Your Hit Parade va incloure la cançó al novè lloc, i només durant una setmana (1940).
L'enregistrament de Glenn Miller de 1939 per a la RCA Bluebird, B-10416-Un, va entrar al Saló de la Fama Grammy el 1983. Es tracta d'un enregistrament dels més reconeguts i populars del segle xx. Es pot escoltar una mostra de l'enregistrament al senzill "All You Need is Love" de 1967 de The Beatles, número 1 el 1967, i a l'èxit mundial de 1989 "Swing the Mood" de Jive Bunny and the Mastermixers.
La cançó va aparèixer també a la pel·lícula de 1941 Sun Valley Serenade, de la 20th Century Fox, a la pel·lícula The Glenn Miller Story de 1953 de la Universal International, i a les pel·lícules The Way We Were, Dies de ràdio de Woody Allen, 1941, Cor salvatge, Esperança i glòria, Dorian Blues, The Philadelphia Experiment, Die Ehe der Maria Braun, el remake de 1998 de The Parent Trap, Shining Through, The Radioland Murders, La dàlia negra, i Narnia: La travessia del navegant de L'Alba. També ha aparegut en televisió, a Els Simpsons, The Golden Girls, Dancing with the Stars, Beverly Hills, 90210, Scrubs, i Doctor Who.

## Edicions en temps de guerra
En febrer de 1944 l'enregistrament de la RCA Bluebird de 1939 del "In the Mood" de Glenn Miller va ser editat com un V-Disc ("V" de Victòria, música per a millorar l'estat d'ànim dels soldats estatunidencs), dins una sèrie d'enregistraments que el Departament de Guerra dels EUA va editar pel personal militar durant la Segona Guerra Mundial, amb la designació V-Disc 123B. També es va editar pera a la Marina dels EUA, amb la designació V-Disc 132A. Una segona versió, enregistrada per la Glenn Miller's Overseas Band en 1945, va ser llançada amb la designació Disc 842B al maig de 1948. Un nou enregistrament de Glenn Miller amb la American Band de les Forces Expedicionàries Aliades va ser retransmès a Alemanya el 1944 al programa radiofònic The Wehrmacht Hour.
Aquesta peça de música no era pas nova a Alemanya. El primer enregistrament alemany de "In the Mood" va ser llançat el 1940 per Teddy Stauffer und seine Original Teddies. Ernst van't Hoff va llançar una altra interpretació el febrer de 1941. Ambdós enregistraments van ser produïts a Berlín. Ambdues version foren molt populars en aquell temps a Alemanya.

## Altres versions
La llista d'artistes destacats que han enregistrat versions de big band de "In the Mood" inclou a Harry James en 1964, Joe Loss i la seva orquestra, Xavier Cugat, Tommy Dorsey, Duke Ellington a Ellington '55, Benny Goodman al novembre de 1939 al programa de ràdio Camel Caravan, Ray Anthony, Frankie Carle, Artie Shaw, la Casa Loma Orchestra, Lubo d'Orio, The Brian Setzer Orchestra, The Shadows, John Williams amb l'Orquestra Boston Pops, Sid Ramin, Nappy Lamare, Paul Kuhn, James Last, Doc Severinsen, Al Donahue amb Paula Kelly, The Four King Sisters amb Alvino Rey, The Six Swingers, i Bert Kaempfert.
Altres versions, no para big band, van ser enregistrades per les The Andrews Sisters el 1952, inclosa a l'àlbum Sing, Sing, Sing i un senzill de 78 rpm, Jerry Lee Lewis, Chet Atkins, Bill Haley & His Comets, Bad Manner, i les Puppini Sisters.
La cançó va arribar al número 16 de les llistes el 1953 en una versió de Johnny Maddox.
En 1959 Ernie Camps i la seva Orquestra van arribar al número 4 en les llistes de pop i al número 7 en les de R&B.
Jonathan King va entrar als Top 50 del Regne Unit amb la seva versió de la cançó del 1976, versió apareguda sota el títol de SOUND 9418 .
Als anys 1950, el músic Bando da Lua músic, juntament amb el productor Aloisio de Oliveira, va escriure una versió portuguesa humorística de la cançó, amb el títol de "Edmundo". Aquesta versió va ser enregistrada per artistes com ara Elza Soares i el grup brasiler de música surf João Penca e Seus Miquinhos Amestrados.
Una nova versió de la cançó va ser enregistrada per l'artista Ray Stevens el 1977.
En 1951 un ordinador Ferranti Mark 1 de la Universitat de Manchester va interpretar "In the Mood", una de les primeres cançons interpretades mai per un ordinador, sent l'enregistrament més antic conegut de música generada digitalment.